# Campo de Tiro Olímpico de Mollet
El Campo de Tiro Olímpico de Mollet (en catalán, Camp de Tir Olímpic de Mollet) es un polígono de deportes de tiro ubicado al noreste de la localidad catalana de Mollet del Vallès, a unos 15 km al norte de Barcelona. 

## Historia
Fue inaugurado en abril de 1992  bajo el diseño de los arquitectos Esteve Terradas y Robert Terradas con motivo de la celebración de las competiciones de tiro olímpico y pentatlón moderno (tiro) de los XXV Juegos Olímpicos.

## Instalaciones
El complejo consta de tres zonas que cubren una superficie de más de 40 ha: el polígono de tiro de precisión, tres campos de tiro al plato y las instalaciones del Instituto de Seguridad Pública de Cataluña.
- Datos: Q4888101